# 원 월드 트레이드 센터
원 월드 트레이드 센터(영어: One World Trade Center, 1WTC) 혹은 제1 세계 무역 센터는 미국 뉴욕주 뉴욕 시 맨해튼의 구 세계 무역 센터가 위치해 있었던 자리에 재건한 타워 건물이다. 설계자는 2002년 8월 컴페티션에 제출된 7개의 후보안 중 당선된 다니엘 리베스킨트이나, 토지소유자인 뉴욕 뉴저지 항만공사와, 구 세계무역센터를 항만공사로부터 장기 리스한 부동산 개발업자 래리 실버슈타인, 치안담당기관 등의 요청에 의해 2004년 7월 최초의 설계안으로부터 대폭 변경되었다. 별칭은 프리덤 타워이며, 약칭은 1WTC이다.
건설사는 시카고 시에 기반을 둔 스키드모어, 오윙스 앤드 메릴리사(社)로 2006년 4월 27일에 착공하여, 당초 2010년까지 완공을 목표로 잡고있었으나, 예산문제등으로 인하여 2013년 12월로 미뤄지게 되었다. 2013년 5월 15일 첨탑 설치가 완료되었고, 2014년 11월 3일 첫 입주가 시작되고 개장함으로써, 원 월드 트레이드 센터는 미국 내에서는 최고층 건물이 되었으며, OECD 내에서는 2016년 롯데월드타워가 완공되기 전까지 가장 높은 건물이었다. 이 건물은 현재 세계에서 6위로 높은 건물이며, 5위는 롯데월드타워, 7위는 CTF 톈진이다.

## 역사

### 신세계무역센터(New WTC) 건설 계획
신세계무역센터 건설 계획은 프리덤 타워(1WTC) 등의 다수의 마천루의 건설과 함께, 세계무역센터 사망자들의 위령의 장소, 지하의 상업시설, 뉴욕 지하철, 버스터미널 등의 터미널시설 계획 등을 포함하고 있다.
프리덤 타워는 신세계무역센터의 타워1에 해당하는 계획으로 프리덤 타워 외에도 구상중인 타워는 세 종류이며, 이미 2006년에 완공된 세븐 월드 트레이드 센터와 2013년 완공된 포 월드 트레이드 센터가 있다.
그 외에도 기념지, 박물관, 위령지의 건설과 함께 국제자유센터, 각종 교통수단의 유치 등을 통해 교통의 허브로 육성할 계획이다.
원래 신세계무역센터는 2001년에 9·11테러로 붕괴되었던 이전의 세계 무역 센터와 똑같은 모양으로 트윈 타워스 2를 건설하려 했으나, 9·11테러 희생자 유족들의 반대 등으로 인해  2008년 취소됐다. 현재와는 전혀 다르게 건설할 계획이었다.

### 1WTC의 건설
1WTC는 세계 무역 센터 재건 사업 중 두 번째로 착공한 빌딩이다. 2002년 7WTC가 착공한 것을 필두로 이무렵부터 1WTC의 재건을 논의했으나, 디자인이 여러 번 바뀌게 되면서 최종적으로는 2006년에 1WTC가 착공되었다.
2013년 6월 110m정도의 첨탑이 설치가 되어 지상 541m의 높이가 됨으로써, 1974년 이래로 미국 최고층 빌딩이었던 시카고의 윌리스 타워(442m)를 제치고 미국에서 가장 높은 빌딩의 자리에 올랐다. 하지만 첨탑을 제외할 시, 실제 꼭대기 104층 지붕의 높이는 구 세계무역센터와 동일한 417m로 높이 설정 당시 어디까지를 높이로 인정해야 하는가에 대해서 논란이 벌어졌으나, '안테나'가 아닌 '첨탑'으로 인정되면서 지상 541m의 높이로 인정되었다.

## 용도
1WTC는 9.11테러 이전의 세계 무역 센터처럼 역시 무역 센터 역할을 하게 되는 오피스타워로 건설되었다. 그러나 2014년 현재 1WTC는 3층부터 63층까지의 오피스의 임차인을 구하지 못해 공사가 계속 늦어졌다. 일이 이렇게 된 건 2008년 세계 금융 위기가 한 몫 했는데, 이를 계기로 많은 금융 회사들이 자금난을 겪게 되면서 일반 오피스 건물보다 평균 10달러 정도 임대료가 비싼 1WTC에 입주할 엄두를 아직 못내고 있었기 때문이다. 또한, 1WTC에는 뉴욕의 주요 지상파 방송사들의 송신 안테나가 위치해있다.

## 내부 시설
| 104 - 100 | 기계실,전망대        |
| 99 - 94   | 추모를 위해 넣지않음 |
| 93 - 91   | 기계실               |
| 90 - 64   | 오피스               |
| 63        | 마케팅               |
| 62 - 20   | 오피스               |
| 19 - 7    | 내부시설 넣지않음    |
| 6 - 1     | 로비,기계실          |
| B5 - B1   | 지하주차장           |

## 미디어
- KBS 1TV - 《걸어서 세계속으로》 (518회, 뉴욕 - 콘크리트 정글 편)

## 갤러리

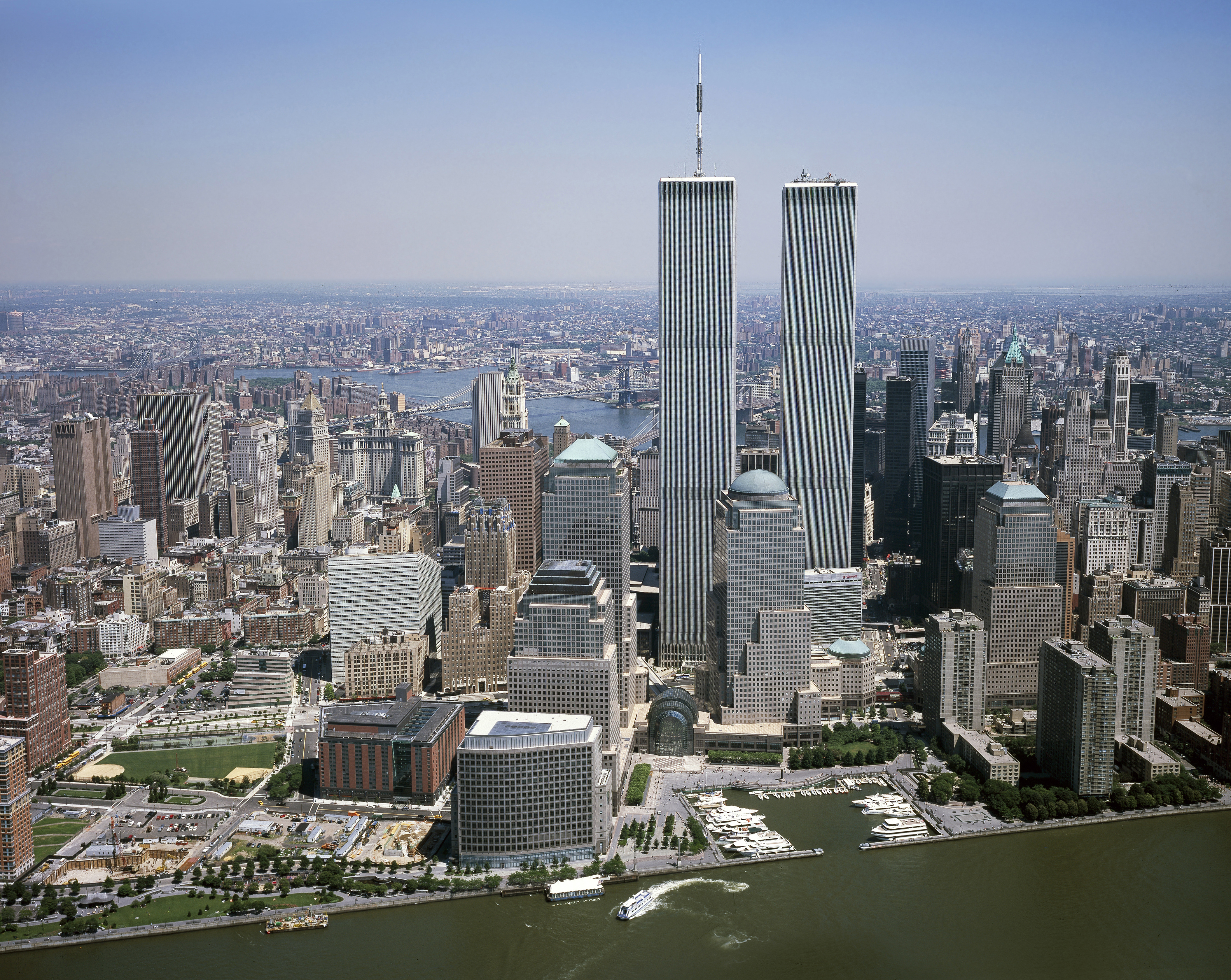
9·11 테러 전의 구 1WTC와 2WTC, 2000년 촬영
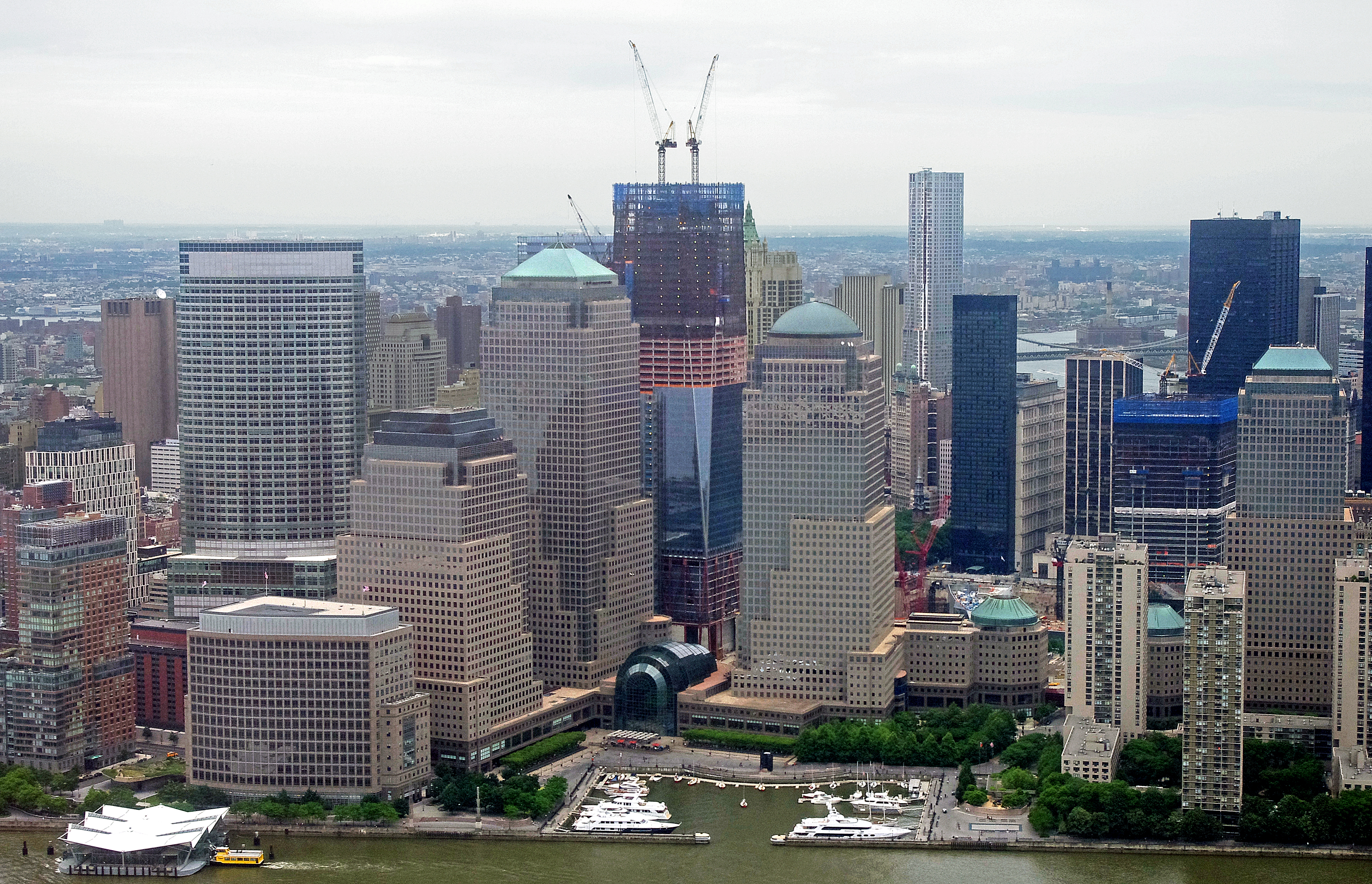
WFC(세계금융센터) 뒤에 건설중인 1WTC, 2011년 6월
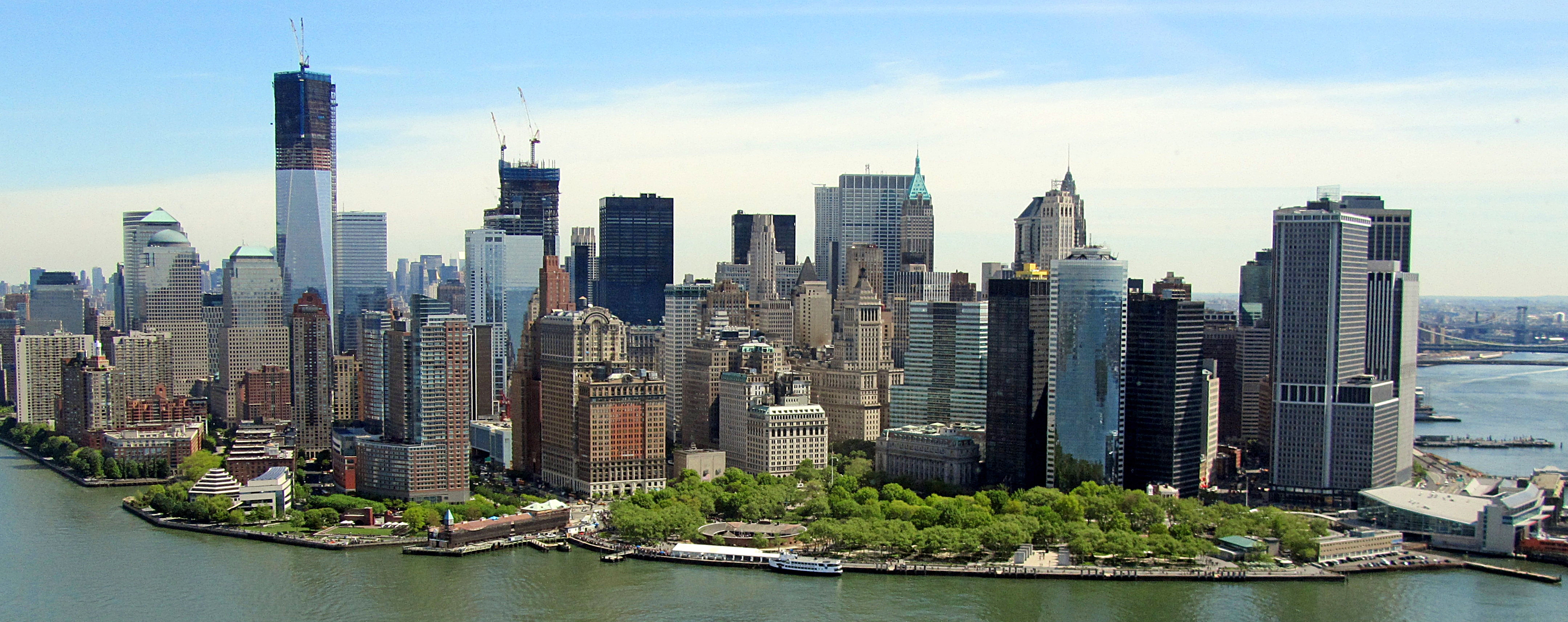
헬리콥터로 찍은 1WTC(왼쪽 건설현장)와 4WTC(가운데 건설현장). 2012년 4월 30일
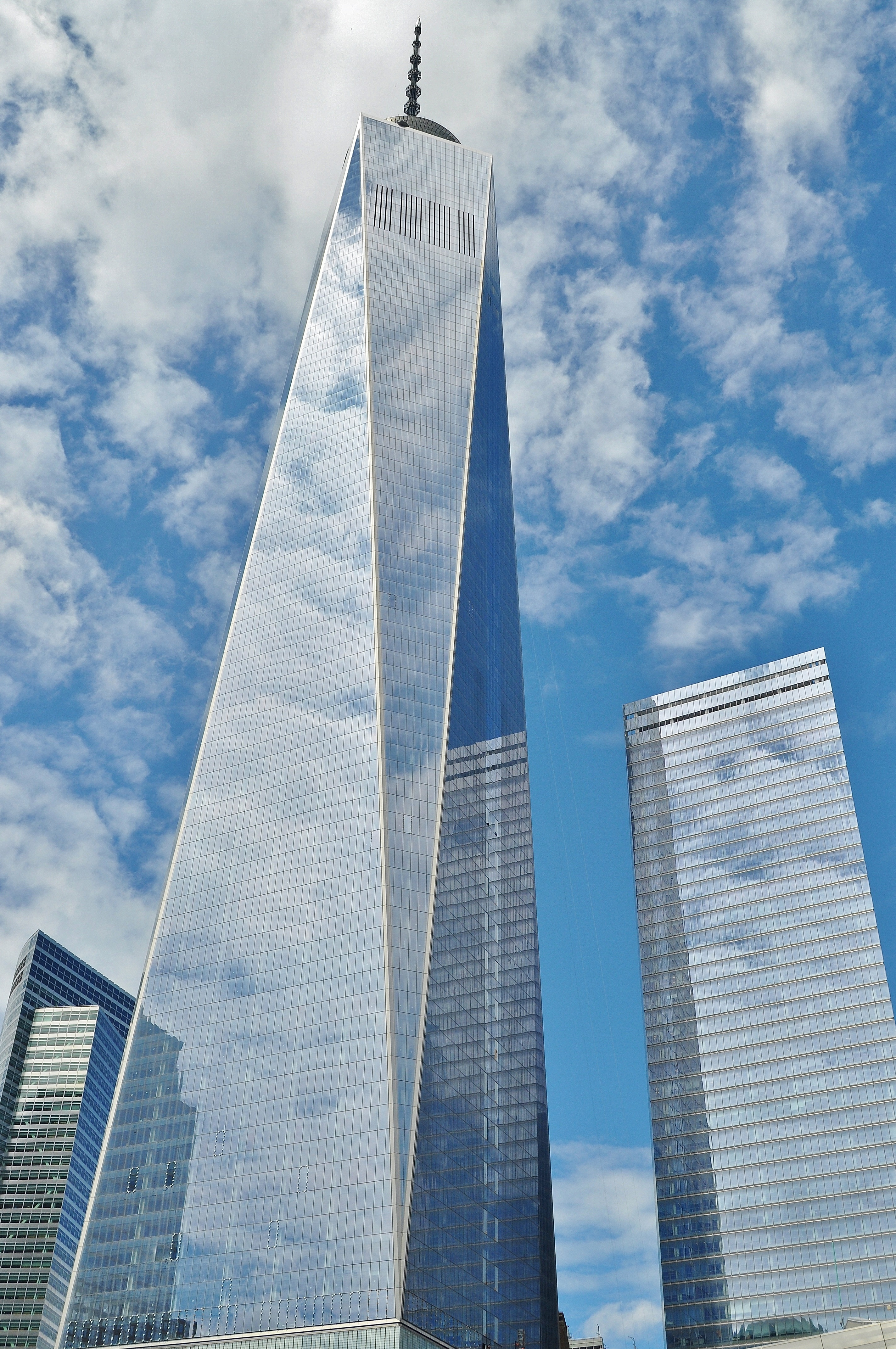
2014년 6월의 모습
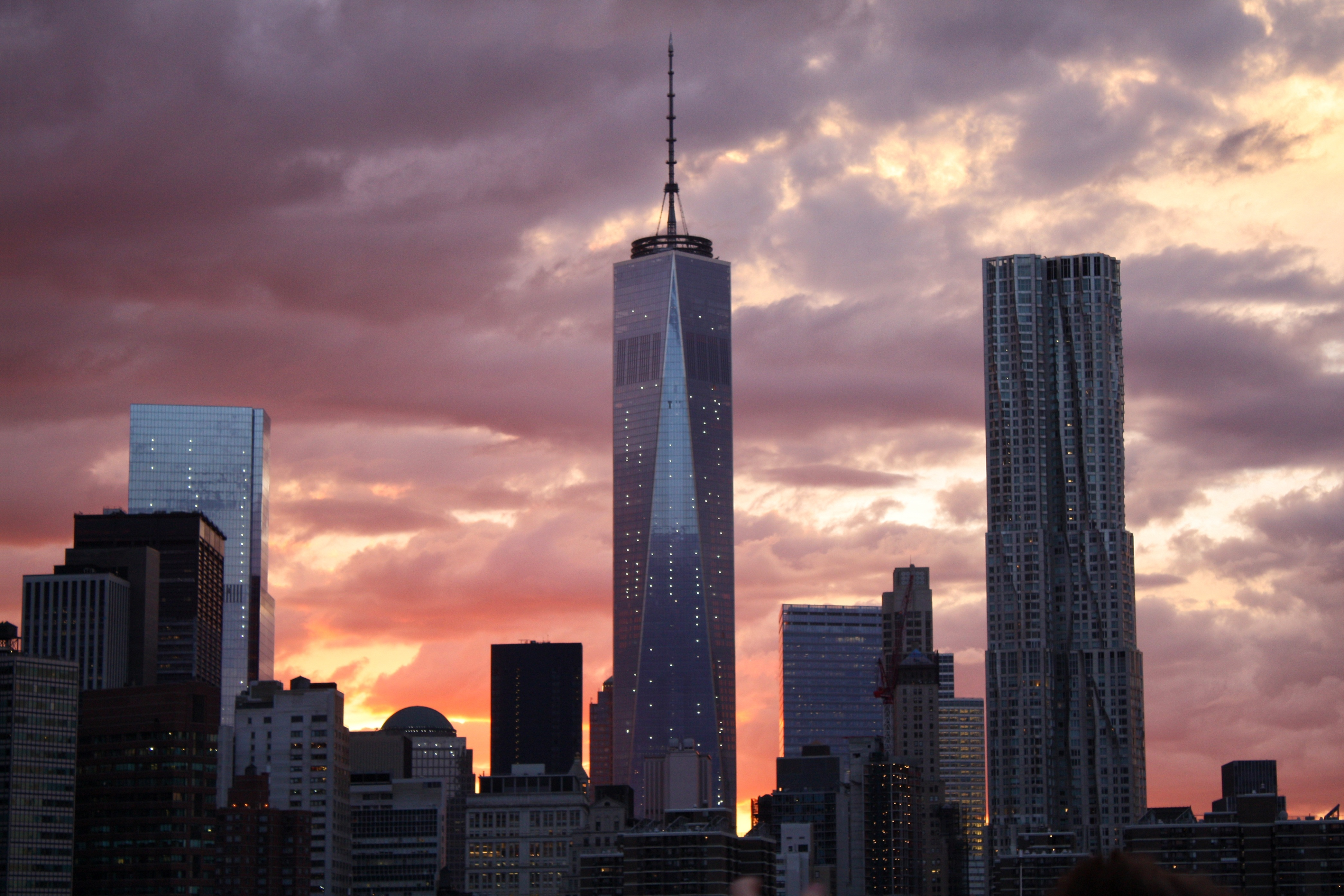
2014년 7월의 모습
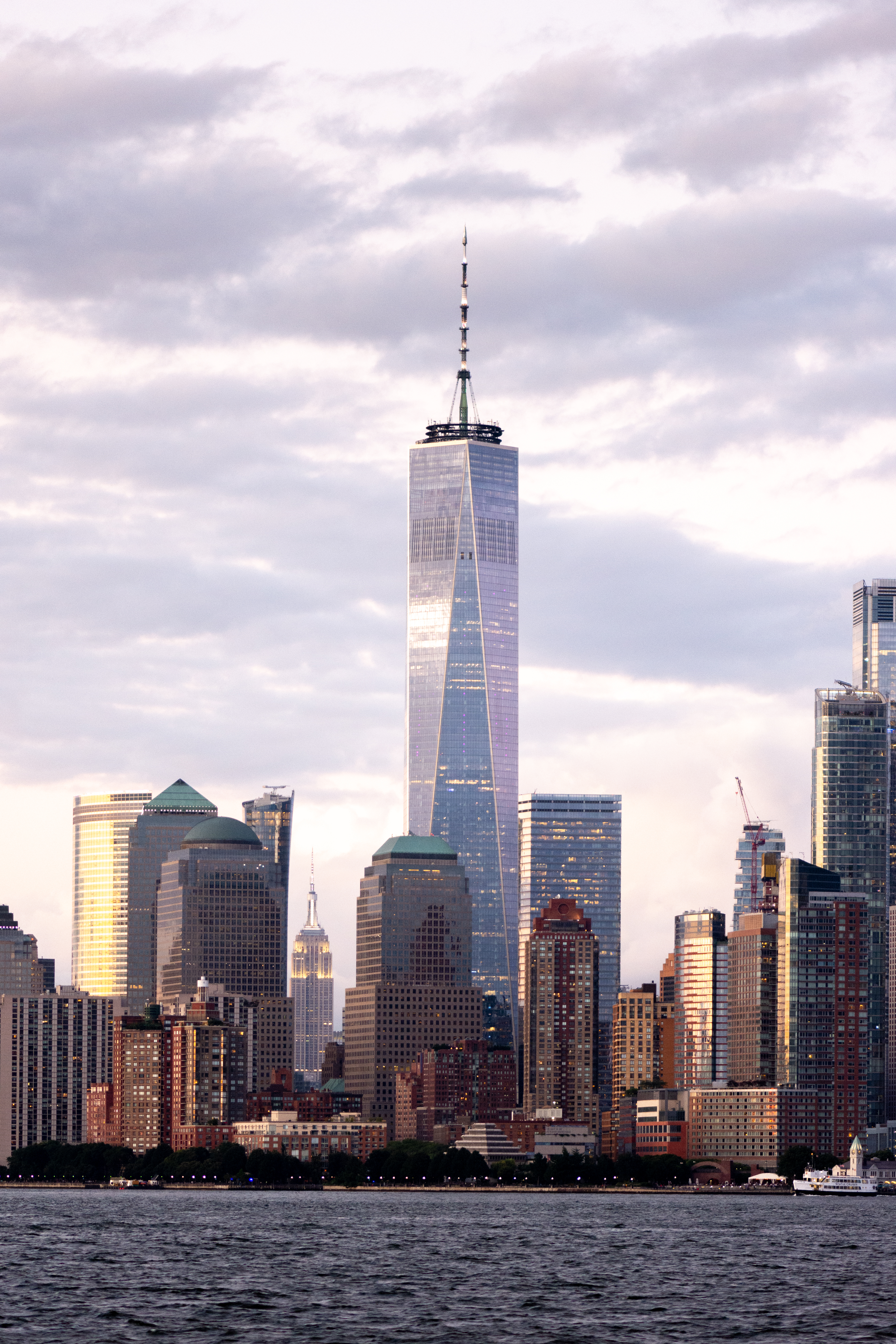
2019년 8월의 모습
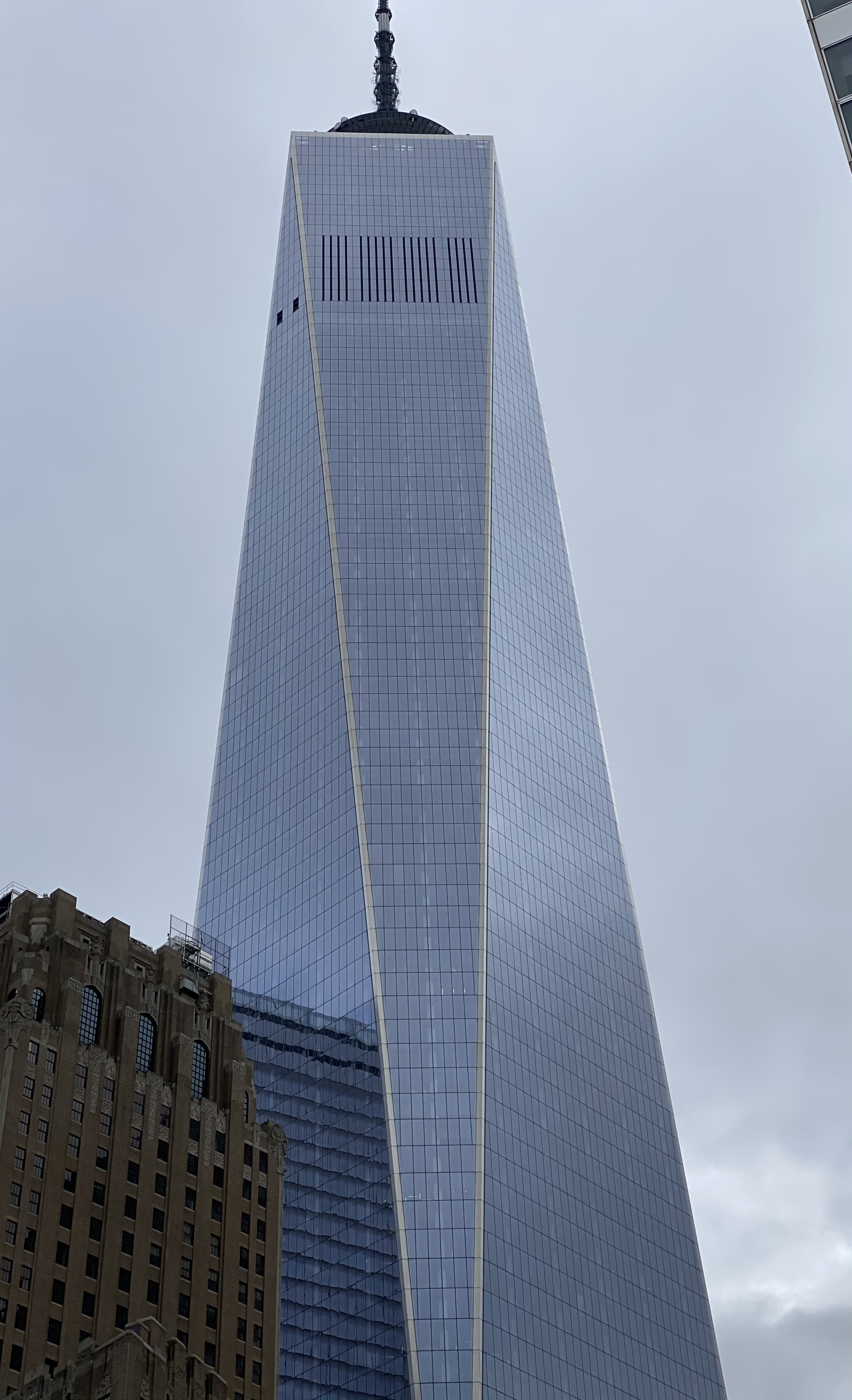
2020년 9월의 모습

## 같이 보기
- 제 7 세계 무역 센터
- 제 2 세계 무역 센터
- 제 3 세계 무역 센터
- 제 4 세계 무역 센터
- 마천루 목록
- 100층 이상의 마천루 목록